# Erkki Tuuli
Erkki Viktor Tuuli, född 25 juli 1914 i S:t Johannes, död 19 januari 1994 i Vanda, var en finländsk ämbetsman och politiker. 
Tuuli blev student 1933, avlade högre rättsexamen i Helsingfors 1940 och blev vicehäradshövding 1944. Han tjänstgjorde vid olika ministerier 1943–1948, var köpings-, sedermera stadsdirektör i Kouvola 1949–1963 och generaldirektör vid Patent- och registerstyrelsen 1963–1978.  
Tuuli var ledamot av Finlands riksdag 1954–1966 och ordförande i Samlingspartiets riksdagsgrupp 1965–1966. Som tjänsteman vid inrikesministeriet organiserade han under fortsättningskriget 1941–1944 överföringen till Finland av tiotusentals ingermanländska flyktingar, skildrad av honom själv i boken Inkeriläisten vaellus (1988). Han tilldelades stadsråds titel 1981.